# Glencore
Die Glencore plc ist die weltweit grösste im Rohstoffhandel und Bergwerksbetrieb tätige Unternehmensgruppe.
Ihr operativer Hauptsitz befindet sich in Baar in der Schweiz. Der Konzern befand sich bis Mai 2011 vollständig im Privatbesitz des Managements und von Mitarbeitern in Schlüsselpositionen. Seit dem Börsengang an der London Stock Exchange 2011 werden Glencore-Aktien öffentlich gehandelt. Glencore ist Mitglied im britischen Leitindex FTSE 100.
Glencore ist umsatzmässig vor Vitol das grösste Unternehmen der Schweiz. Direkt oder indirekt werden rund 150.000 Mitarbeiter beschäftigt, von denen 60.000 an über 19 Standorten in 12 Ländern die industriellen Aktivitäten ausführen; für das Marketing sind etwa 2.000 Mitarbeiter in über 40 Ländern zuständig.
Mit einem Umsatz von 256 Milliarden US-Dollar, bei einem Gewinn von 17,3 Milliarden US-$, stand Glencore im Jahr 2022 laut den Forbes Global 2000 auf Platz 59 der weltgrößten Unternehmen. Die Forbes Global 2000 des Jahres 2021 benannten Glencore International als das 415-größte börsennotierte Unternehmen der Welt.
Glencore ist für 0,38 % der weltweit industriell erzeugten Treibhausgasemissionen zwischen 1988 und 2015 verantwortlich und somit einer der größten Verursacher der globalen Erwärmung.

## Unternehmen

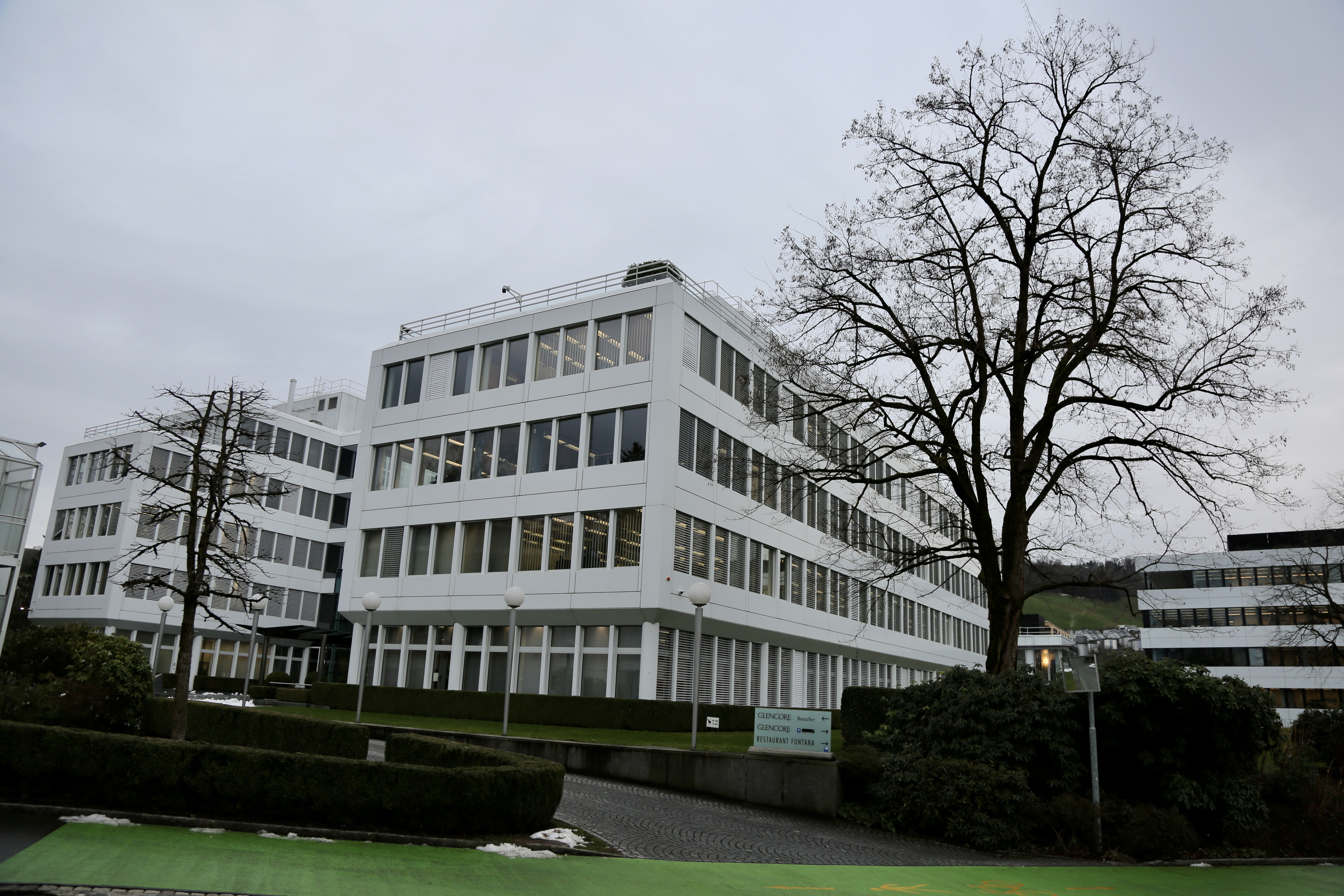
Glencore Hauptsitz in Baar

Das Unternehmen wurde 1974 von Marc Rich unter dem Namen Marc Rich + Co AG gegründet. Nach dem 1994 vom Management de facto erzwungenen Ausscheiden des Gründers wurde die Firmierung auf Glencore (Global Energy Commodity and Resources) geändert. Zunächst konzentrierte sich Glencore auf den physischen Handel mit Metallen, mineralischen Rohstoffen und Erdöl. In der Folge expandierte das Unternehmen mit Öl- und Kohleprodukten in den Energiebereich. Durch die Akquise einer etablierten niederländischen Getreidevertriebsgesellschaft im Jahr 1982 stieg Glencore in die Agrarwirtschaft ein. Durch weitere Akquisitionen in den Bereichen Bergbau, Verhüttung, Raffinerie und Verarbeitung expandierte das Unternehmen in den 1980er und 1990er Jahren weiter.
Die zwölf obersten Manager sind zugleich die grössten Aktionäre von Glencore. Mit einem Anteil von geschätzten 10 Prozent galt der ehemalige Verwaltungsratspräsident Willy Strothotte 2010 als grösster Einzelaktionär. Im April 2011 wurde Simon Murray zu Strothottes Nachfolger ernannt, nachdem Gespräche mit dem als Wunschkandidaten gehandelten ehemaligen BP-Vorstandsvorsitzenden John Browne im Sand verlaufen waren. Zuvor wurde bereits der ehemalige BP-Manager Tony Hayward zum Verwaltungsrat ernannt.
Murrays Verpflichtung diente der Vorbereitung des Börsenganges, der dem Unternehmen 12 Milliarden US-Dollar einbringen sollte. Der Börsengang erfolgte in London am 19. Mai 2011; seit dem 25. Mai 2011 werden die Papiere auch in Hongkong gehandelt. Glencore wurde vorab mit 61 Milliarden US-Dollar bewertet und 16,9 Prozent der Aktien wurden an die Börse gebracht; dies war der grösste Börsengang im Jahr 2011. Schweizer Banken wurden die Kernaktionäre des Unternehmens. Im Zuge des Börsenganges wurde eine Holding auf der Insel Jersey gegründet, einer Steueroase. Die Holding soll der juristische Sitz von Glencore sein, der operative Hauptsitz ist weiterhin in Baar. Nach Angabe des geschäftsführenden Vorstands sollte der Börsengang keinen Einfluss auf das Geschäft haben, laut Experteneinschätzung diente er ausschliesslich der Erhöhung des Eigenkapitals.
Heute zählt Glencore zu den weltweit führenden Rohstoffkonzernen. Das Geschäftsfeld umfasst unter anderem die Produktion, die Verarbeitung und den Handel mit Aluminium, Aluminiumoxid, Bauxit, Eisenlegierungen, Nickel, Zink, Kupfer, Blei, Kohle und Öl, sowie Agrarprodukten (Getreide bzw. Reis, Ölsaaten, verzehrbare Pflanzenöle, Zucker, Biodiesel u. a.).
Am 7. Februar 2012 wurde die beabsichtigte Fusion mit der in Zug ansässigen Xstrata bekannt gegeben. Nach eingehender Prüfung teilte die Europäische Kommission am 22. November 2012 in Brüssel mit, dass die angestrebte Fusion der beiden Konzerne zur Glencore Xstrata International plc genehmigt wurde. Als einzige Auflage wurde die Beendigung der Kooperation zwischen Glencore und dem Zinkhersteller Nyrstar genannt. Im April 2013 gaben auch die chinesischen Regulierungsbehörden ihre Zustimmung zu der Fusion unter der Auflage, dass das peruanische Kupferbergwerk Las Bambas verkauft und bis zum Jahr 2020 den chinesischen Kunden bestimmte Mengen an Kupfer, Zink und Blei geliefert werden.
Mit dem Zusammenschluss kündigte Unternehmenschef Ivan Glasenberg den Wegfall der Hauptsitze von Xstrata in London und Zug an sowie die Entlassung einer grossen Zahl vom Managern der mittleren Führungsebene. Auf der ersten Generalversammlung des fusionierten Konzerns im Mai 2013 wurde der bisherige Verwaltungsratspräsident John Bond abberufen; sein Nachfolger wurde Tony Hayward. Für das erste Halbjahr 2013 meldete der Konzern Wertberichtigungen besonders im Bergbaubereich.
Am 14. April 2014 gab das Unternehmen den Verkauf von Las Bambas für 5,85 Milliarden US-Dollar (umgerechnet 4,22 Milliarden Euro) an ein chinesisches Konsortium bekannt.
2020 gab Ivan Glasenberg bekannt, er werde in der ersten Hälfte 2021 als CEO und aus dem Verwaltungsrat zurücktreten. Seit Juli 2021 ist Gary Nagle der CEO des Unternehmens.
Per Ende Juli 2021 wurde Kalidas Madhavpeddi Verwaltungsratspräsident; er folgte auf Tony Hayward.
2023 wurde die beabsichtigte Mehrheitsbeteiligung an der im Kohlegeschäft tätigen Elk Valley Resources (EVR) bekannt, eine Tochtergesellschaft von Teck Resources, welche Glencore zuvor versuchte ganz zu übernehmen.
Im August 2024 wurde bekannt, dass die damalige Absicht einer anschliessenden Abspaltung des Kohlegeschäfts revidiert worden ist.

## Beteiligungen
Das Unternehmen hält unter anderem namhafte Beteiligungen an den börsennotierten Bergwerkskonzernen Minara Resources (Australien; Nickel; 70,6 %), Koniambo Nickel SAS (Neukaledonien; Nickel, 49 %) und Century Aluminium (Vereinigte Staaten; Aluminium; 44,0 %). In Afrika hält das Unternehmen knapp 75 Prozent an der Katanga Mining Limited im Kongo. In Asien ist Glencore seit 1997 am Unternehmen Kazzinc beteiligt; seit 2012 sind 69,7 Prozent der Anteile im Besitz von Glencore.
Die Tochtergesellschaft Century Aluminium ist an Aluminiumprojekten in Island beteiligt, für die unter anderem Europas grösstes Wasserkraftwerk gebaut wurde.
Ein weiteres Glencore-Tochterunternehmen hält 73,1 % an dem sambischen Kupfer- und Kobaltbergwerk Mopani.
Seit Anfang 2007 ist das Unternehmen mit der russischen Holding RUSAL verwoben. Im März 2007 wurden die damaligen RUSAL-Geschäftsbereiche mit dem Aluminiumkonzern SUAL und Glencores Geschäftsbereich Aluminium zur neuen «United Company Rusal Limited» (UC Rusal) mit Sitz auf Jersey verschmolzen. An UC Rusal hält Glencore seither einen Anteil von knapp 10 %. Ab Ende 2009 hielt Glencore 50 % plus eine Aktie an der Biopetrol Industries AG in Zug mit der Option, die Beteiligung auf zwei Drittel auszubauen. Im Laufe des Jahres 2010 wurde der Anteil dann auf 60,4 % erhöht und der Sitz des Unternehmens nach Baar verlegt. 2016 erwarb Glencore eine Beteiligung an Rosneft.
In Chile produziert Glencore über die Compañía Minera Lomas Bayas (CMLB) etwa 75'000 Tonnen Kupfer Kathode pro Jahr.
Beim peruanischen Bergbauunternehmen Volcan Compañía Minera war Glencore ab 2017 als Inhaber von 55,03 % der Aktien der Mehrheitsaktionär. Im Mai 2024 gab Glencore bekannt, diese Mehrheitsbeteiligung zu verkaufen.

## Kritik

### Vorwurf von Menschenrechtsverletzungen
2008 wurde Glencore der Negativpreis Public Eye Swiss Award verliehen. Der Firma wird vorgeworfen, in kolumbianischen Kohlebergwerken skrupellos gegen Gewerkschaftsmitglieder vorzugehen. Durch die Bergwerke würden Bevölkerung und Umwelt der Region massiv geschädigt. Zahlen und Geschäftspraxis blieben völlig im Dunkeln. 2008 behauptete ein kolumbianischer Paramilitär, der Gewerkschafter tötete, von Glencore finanzielle Unterstützung zu erhalten; Glencore wies diese Angaben zurück.
Eine kleine Gruppe kritischer Schweizer reiste 2015 ins kolumbianische El Cerrejón zum grössten Steinkohlentagebau Südamerikas, um die negativen Auswirkungen des Abbaus vor Ort zu sehen, zu überprüfen und publik zu machen. Glencore bemühte sich unter dem damaligen CEO Glasenberg – auch dank dieser Gruppe – um vermehrte Eindämmung entstandener Umweltschäden. Doch die Wirksamkeit solcher Massnahmen ist beschränkt, nicht zuletzt weil der kolumbianische Staat vor allem an Abgaben und Steuern der Rohstoffförderung und nicht an den Rechten der indigenen Bevölkerung und einer intakten Natur interessiert sei.
Der Entwicklungsdienst Brot für alle kritisierte die Unternehmensmethoden im Kongo als Raubbau und Ausbeutung der Bergarbeiter.

### Vorwurf der Steuermanipulation
Die Nichtregierungsorganisation Erklärung von Bern wirft dem Konzern vor, seine Geschäftsbücher durch erhöht ausgewiesene Betriebskosten und unrealistisch tiefe Rohstoffpreise zu manipulieren, um dadurch in den Entwicklungsländern keine Abgaben oder Steuern zahlen zu müssen.
So soll die sambische Glencore-Tochterfirma – laut einer Untersuchung zweier internationaler Rechnungsprüfungsgesellschaften im Auftrag der sambischen Steuerbehörden – unerklärlich „niedrige Einnahmen“ und ebenso unerklärlich „hohe Betriebskosten“ haben. Das Kupfer von Mopani werde über eine britische Tochter rund 25 % unter dem Weltmarktpreis an die Glencore-Zentrale in der Schweiz verkauft. Von dort gehe es dann zu Marktpreisen an die Abnehmer. „Der Gewinn entsteht also nicht in Sambia, sondern steuergünstig in der Schweiz, so die Prüfer.“
Mehrere Nichtregierungsorganisationen reichten bei der OECD eine Beschwerde ein; Glencore wies diese Vorwürfe zurück. Die Anschuldigungen der internationalen Rechnungsprüfungsgesellschaften würden auf einem Berichtsentwurf basieren, der im Februar 2011 in Umlauf gebracht und von der sambischen Regierung als „vertraulich, vorläufig und unvollständig“ gekennzeichnet wurde. Die Prüfer hätten nicht berücksichtigt, dass fast die Hälfte des Mopanikupfers aus Fremderzen erzeugt werde, die in Lohnarbeit gegen eine geringe Veredlungsgebühr verarbeitet werden. Daher erziele Mopani nicht für 100 Prozent seiner Produktion Gewinne. Glencores Antworten wurden am 18. September 2011 detailliert auf der Webseite der SonntagsZeitung publiziert.
Mopani wird jährlich von Deloitte geprüft. Auf eine Aufforderung von Glencore, den provisorischen Berichtsentwurf vorzulegen, beschrieb Deloitte grundlegende Fehler der Methodik und des angewendeten Ansatzes und wiederholte, dass die gesetzlichen Abschlüsse von Mopani, die bisher von Deloitte geprüft wurden, mit uneingeschränkten Bestätigungsvermerken versehen wurden. Die Ermittlungen verliefen im Sande.
Im November 2017 wird Glencore in den Veröffentlichungen der Paradise Papers aufgelistet.

### Korruption

#### Brasilien
Recherchen von Public Eye und Global Witness deckten eine Beteiligung von Glencore und anderen großen Rohstoffhandelsfirmen am Petrobras-Skandal auf. Glencore soll über dubiose Mittelsmänner Bestechungsgelder an Petrobras-Funktionäre bezahlt haben, um Vorteile, bessere Preise und mehr Verträge zu erhalten. 2014 wurde die Korruptionsaffäre um die halbstaatliche Erdölfirma Petrobras von den Untersuchungsbehörden aufgerollt – unter dem Decknamen „Lava Jato“ („Waschanlage“).

#### Irak
Das Unternehmen ist nach eigenen Angaben im Börsenprospekt in Staaten aktiv, in denen „nach allgemeiner Ansicht Korruption existiert“. In diesen Ländern operiert Glencore durch Mittelsmänner mit unterschiedlichem Status, darunter Handelsvertreter, Geschäftspartner oder Beratungsunternehmen. Einige davon gerieten in die Kritik, weil ihnen in erheblichem Umfang Korruption vorgeworfen wurde. Insbesondere war Glencore der grösste Käufer im Öl-für-Lebensmittel-Programm im Irak unter Saddam Hussein und zahlte nach Ermittlungen der Vereinten Nationen mindestens 3,2 Millionen Dollar an Aufschlägen, die nach den Bedingungen des Programms illegal waren. Glencore verwies darauf, dass Zuschläge durch den pakistanischen Staatsbürger Murtaza Lakhani als Mittelsmann für sein erhöhtes Risiko in Rechnung gestellt wurden. Glencore sei nicht informiert gewesen, dass er damit Bestechungsgelder finanziert habe.

#### Kongo
Im Jahr 2012 erhob Global Witness Vorwürfe gegen Glencore, Abbaurechte in der Demokratischen Republik Kongo heimlich und zu einem Bruchteil des Marktwerts von kongolesischen Staatsbergbauunternehmen mit Hilfe von Dan Gertler gekauft zu haben. Gertlers Vermögen ist in den USA aufgrund seiner Geschäftspraktiken im Kongo wegen des Magnitsky Acts eingefroren. Die Schweizer NGO Public Eye erstattete wegen Glencores Tätigkeit in der Demokratischen Republik Kongo im Dezember 2017 bei der Schweizer Bundesanwaltschaft Strafanzeige. Die Organisation forderte, dass die zahlreichen Indizien für die vermuteten Veruntreuungen bei der Vergabe von Lizenzen für Kupfer- und Kobaltminen endlich mit juristischen Mitteln untersucht werden.
Im Dezember 2022 berichtete die BBC, Glencore habe erklärt, dass es wegen Korruptionsvorwürfen 180 Mio. USD (147 Mio. £) an die Demokratische Republik Kongo zahlen werde. Die Vereinbarung erstreckt sich laut BBC über einen Zeitraum von elf Jahren, von 2007 bis 2018.
Im August 2024 veröffentlichten die Schweizer Bundesanwaltschaft und Glencore den Strafbefehl und die Einstellungsverfügung: Glencore muss eine Busse von zwei Millionen Franken und eine Ersatzforderung von 150 Millionen Dollar bezahlen, da gemäß dem Strafbefehl die nötigen und zumutbaren Vorkehrungen unterlassen wurden, um die Bestechung des kongolesischen Amtsträgers durch den Geschäftspartner zu verhindern. Die übrigen Ermittlungen in diesem Zusammenhang wurden eingestellt. Ebenfalls hat die Staatsanwaltschaft in den Niederlanden ihre parallel laufenden Untersuchungen eingestellt.

#### Kasachstan
Weitere Vorwürfe betreffen Kasachstan, wo der Oligarch Bulat Utemuratow Glencore den Zugang zu Gold-, Blei- und Zinkvorkommen eröffnet hat.

### Schuldeingeständnis 2022
Ende Mai 2022 bekannte sich der Konzern gegenüber amerikanischen, brasilianischen und britischen Strafermittlungsbehörden der Korruption schuldig in mehreren lateinamerikanischen und afrikanischen Ländern. Das Unternehmen habe zwischen 2007 und 2018 Bestechungsgelder gezahlt, um sich Vorteile bei Einkauf von Rohöl zu verschaffen. Der Vorstandsvorsitzende Gary Nagle beteuerte, keine Ahnung von dem Fehlverhalten gehabt zu haben, obgleich er seit mehr als zwei Jahrzehnten für das Unternehmen arbeitet.

### Umweltverschmutzung
Laut einem Bericht des ARD-Magazins Monitor verunreinigt das Bergwerk (Anm. samt Hütte) Mopani das Trinkwasser und emittiert Schwefeldioxid. Die Messwerte lägen zum Teil 72-fach über den sambischen Grenzwerten. Die Kupfergewinnung verursache Umwelt- und Gesundheitsschäden in der sambischen Stadt Mufulira, in der Mopani mehrere Bergwerke und eine Kupferhütte betreibt. Glencore sei dabei, die Hütte zu erneuern, was aber die Umweltprobleme nur verlagern würde. In einer Gegendarstellung verwies Glencore darauf, dass es ein Rahmenprogramm (Glencore Corporate Practice, GCP) betreibe, um nachhaltig „soziale, umwelttechnische, ethische und wirtschaftliche Interessen auf allen Konzernebenen miteinander in Einklang zu bringen“. Weiterhin würden die Investitionen in die Kupferhütte auch mit dem Ziel getätigt, bis Ende 2013 97 % der Schwefeldioxidemissionen aufzufangen. Das Unternehmen arbeite seit der Übernahme des Werks daran, die SO2-Emissionen zu senken, ohne die Anlage zu schliessen oder Mitarbeiter zu entlassen. Die Inbetriebnahme der Rauchgasreinigungsanlage geschah im ersten Quartal 2014. Messungen im Auftrag der SRF-Sendung Rundschau im Februar 2014 ergaben noch immer „extrem hohe“ Schwefeldioxid-Werte, auch das Unternehmen bestätigt ähnliche Werte eigener Messungen. Durch die neue Anlage wurden ab dem 3. Quartal 2014 die Schwefeldioxid-Emissionen um 95 % reduziert. Von Anwohnern werden zahlreiche Todesfälle damit in Verbindung gebracht, von Glencore Xstrata jedoch als medizinisch unbewiesen nicht anerkannt. Der Präsident der Eidgenössischen Kommission für Lufthygiene, Nino Künzli, widerspricht dem. Vom Obersten Gerichtshof Sambias wurde 2020 entschieden, dass Glencore die Familie eines Abgas-Opfers entschädigen muss. Glencore betreibt in der Mine Lomas Bayas in Chile neben Dutzenden von dieselbetriebenen Lastwagen auch vier Elektrofahrzeuge.

## Filme
- Glencore: der stumme Riese. 27-minütige Reportage in der Sendung ECO des Schweizer Fernsehens, 5. Januar 2009
- Afrika – der ausgeraubte Kontinent. Wie viel Profit ist noch gerecht? Dokumentation (englisch) von Christoffer Guldbrandsen, Dänemark, Südafrika 2012.
- Glencore-Xstrata und die Asthma-Toten von Mufulira. 18-minütige Reportage in der Sendung Rundschau (SRF) des Schweizer Fernsehens, 12. März 2014
- Paradise Papers: Geheime Geschäfte – Die Milliarden-Deals der Rohstoffkonzerne, Jochen Täßler, Petra Blum, Georg Wellmann, 2017